# Jelena Lebiedienko
Jelena Władimirowna Lebiedienko ros. Елена Владимировна Лебеденко (ur. 16 stycznia 1971 w Moskwie) – rosyjska lekkoatletka, wieloboistka i specjalistka trójskoku, złota medalistka halowych mistrzostw Europy, olimpijka. W początkach kariery piłkarka.

## Kariera sportowa
W latach 1993–1994 występowała w żeńskim klubie piłkarskim „Rossija Chot´kowo”.
Później skoncentrowała się na uprawianiu lekkoatletyki. Zajęła 18. miejsce w siedmioboju na mistrzostwach świata w 1995 w Göteborgu. Zwyciężyła w pięcioboju, wyprzedzając Polkę Urszulę Włodarczyk i swą koleżankę z reprezentacji Rosji Irinę Wostrikową na halowych mistrzostwach Europy w 1996 w Sztokholmie. Zajęła 17 miejsce w siedmioboju na igrzyskach olimpijskich w 1996 w Atlancie. 
Od 1997 zaczęła specjalizować się w trójskoku. Zdobyła w nim brązowy medal na halowych mistrzostwach Europy w 1998 w Walencji, przegrywając jedynie z Ashią Hansen z Wielkiej Brytanii i z Šárką Kašpárkovą z Czech. Zajęła 10. miejsce w tej konkurencji na mistrzostwach Europy w 1998 w Budapeszcie oraz 6. miejsce na halowych mistrzostwach świata w 1999 w Maebashi.
Lebiedienko była halową mistrzynią Rosji w pięcioboju w 1996 i w trójskoku w 1998.

## Rekordy życiowe
Rekordy życiowe Lebiedienko:
- trójskok – 14,41 m (30 maja 1998, Vilamoura)
- siedmiobój – 6432 pkt (17 czerwca 1995, Moskwa)
- trójskok (hala) – 14,83 m (1 lutego 2001, Samara)
- pięciobój (hala) – 4735 pkt (9 lutego 1996, Lipieck)